# Mylabris arctefasciata
Mylabris arctefasciata is een keversoort uit de familie van oliekevers (Meloidae). De wetenschappelijke naam van de soort is voor het eerst geldig gepubliceerd in 1907 door Pic.